# Baabe
Baabe är en kommun och badort i Landkreis Vorpommern-Rügen i förbundslandet Mecklenburg-Vorpommern i Tyskland.
Kommunen ingår i kommunalförbundet Amt Mönchgut-Granitz tillsammans med kommunerna Göhren, Lancken-Granitz, Mönchgut, Sellin och Zirkow.